# 希克斯罗图福拉清真寺
谢赫·卢特富拉清真寺 (波斯語：‎ Masjed-e Sheikh Lotf-ollāh)是萨非王朝伊朗建筑的杰出代表之一，位于伊朗伊斯法罕伊玛目广场左侧。
清真寺于1603年开始建造，并于1618年完成，当时处于萨非王朝阿拔斯一世统治时期，总设计师Shaykh Bahai。这座建筑也是伊玛目广场四座古迹中最高建造的一座。
希克斯罗图福拉清真寺和伊玛目广场一起于1979年列入教科文组织世界遗产。

## 圖集

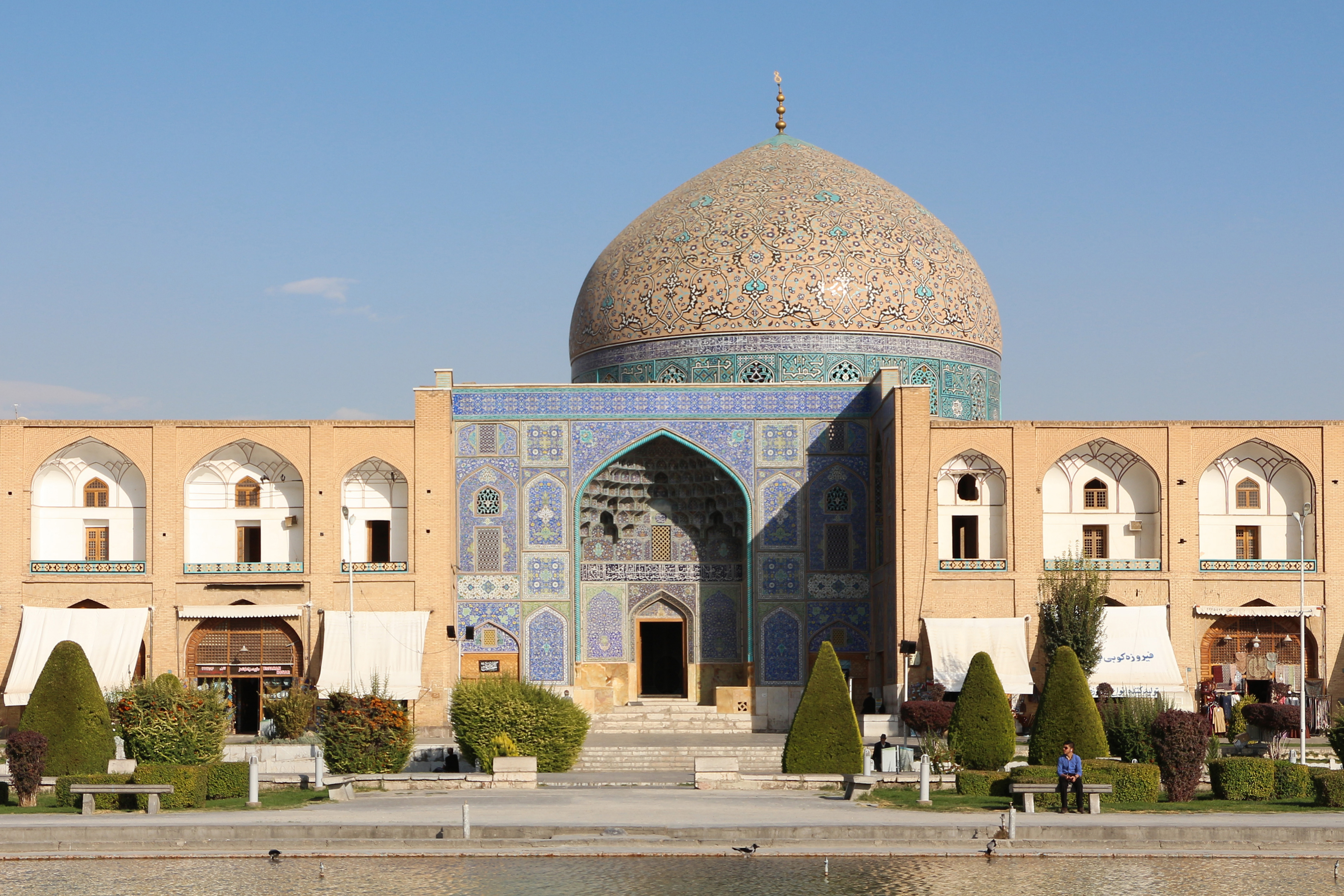
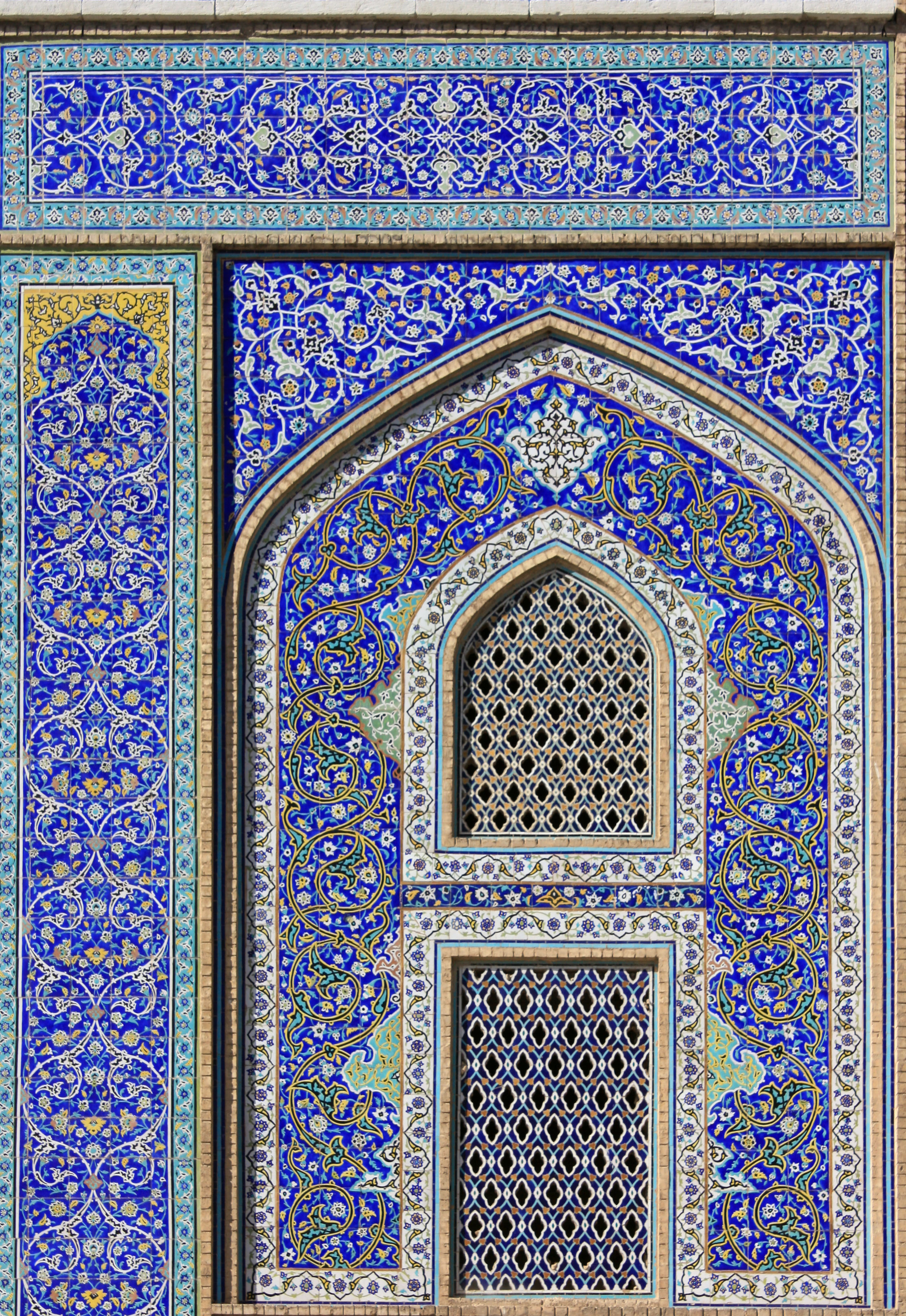
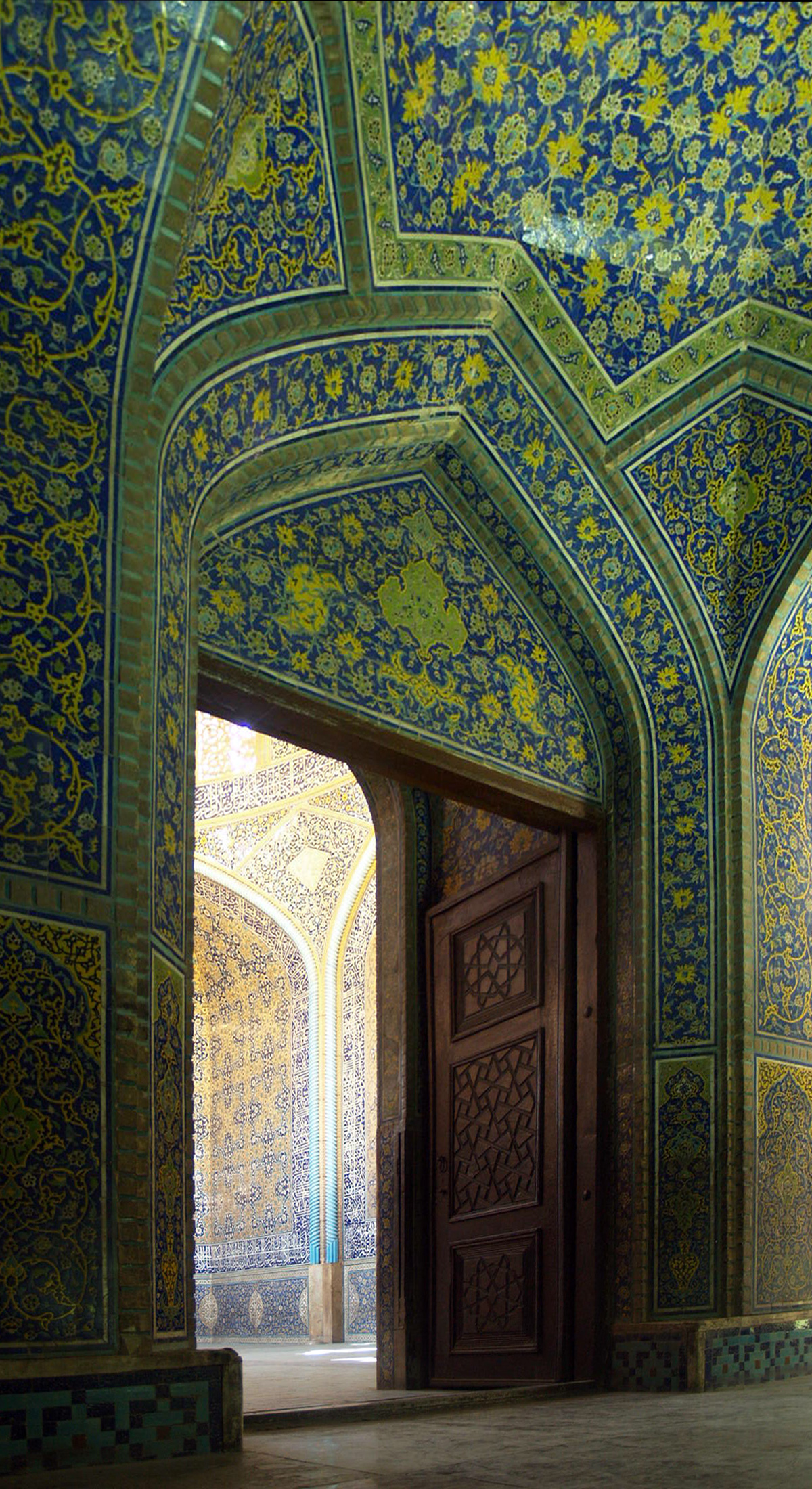
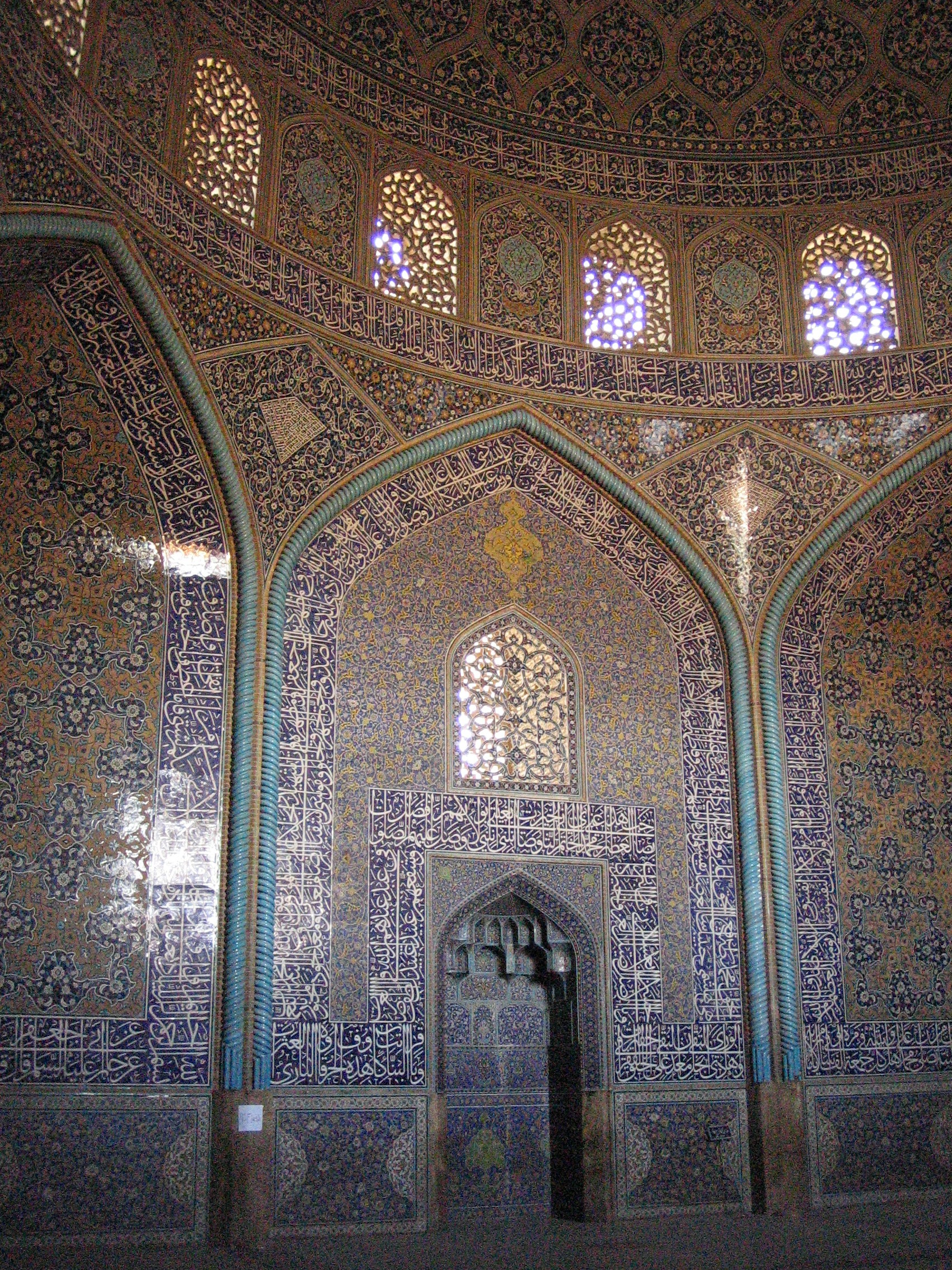
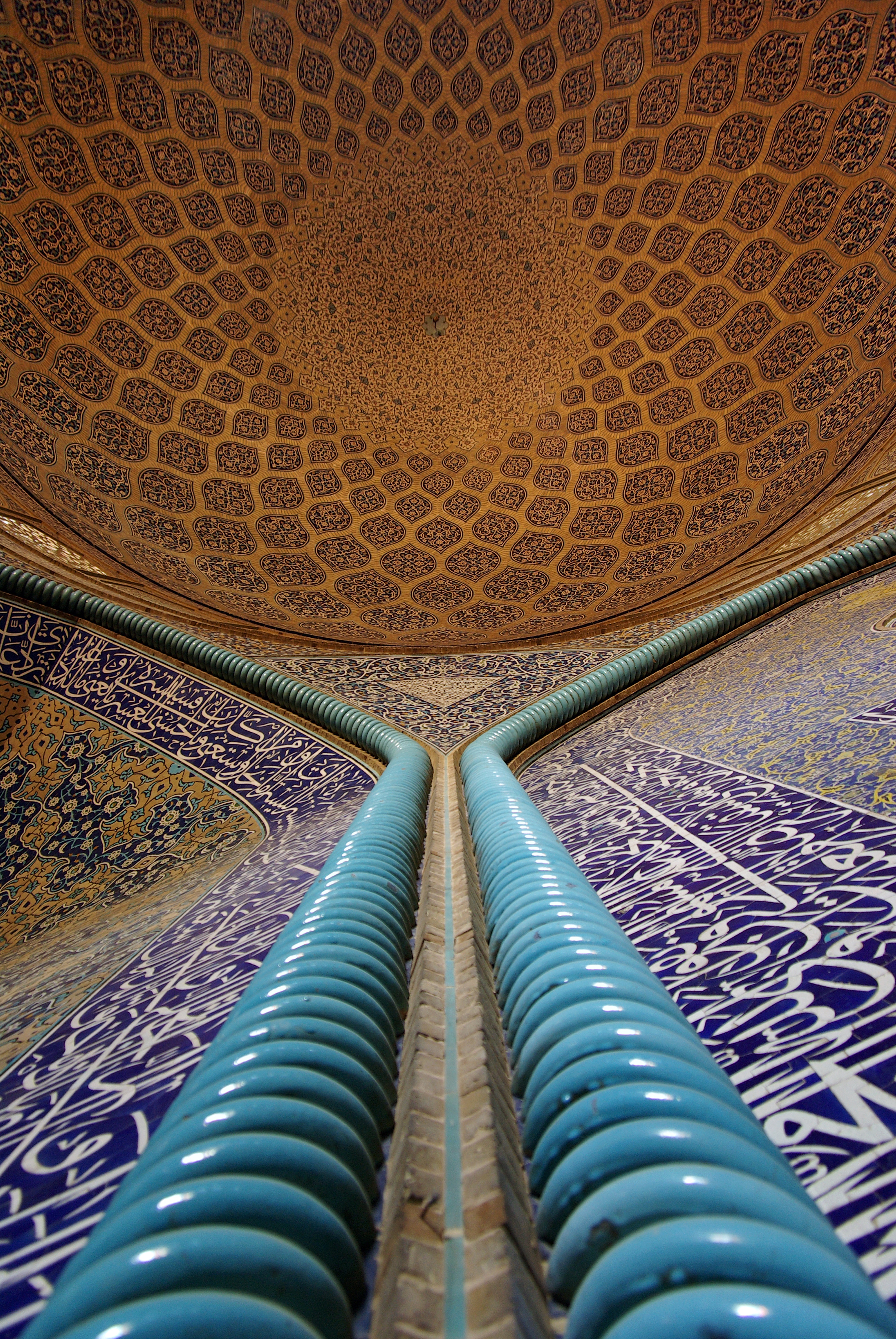
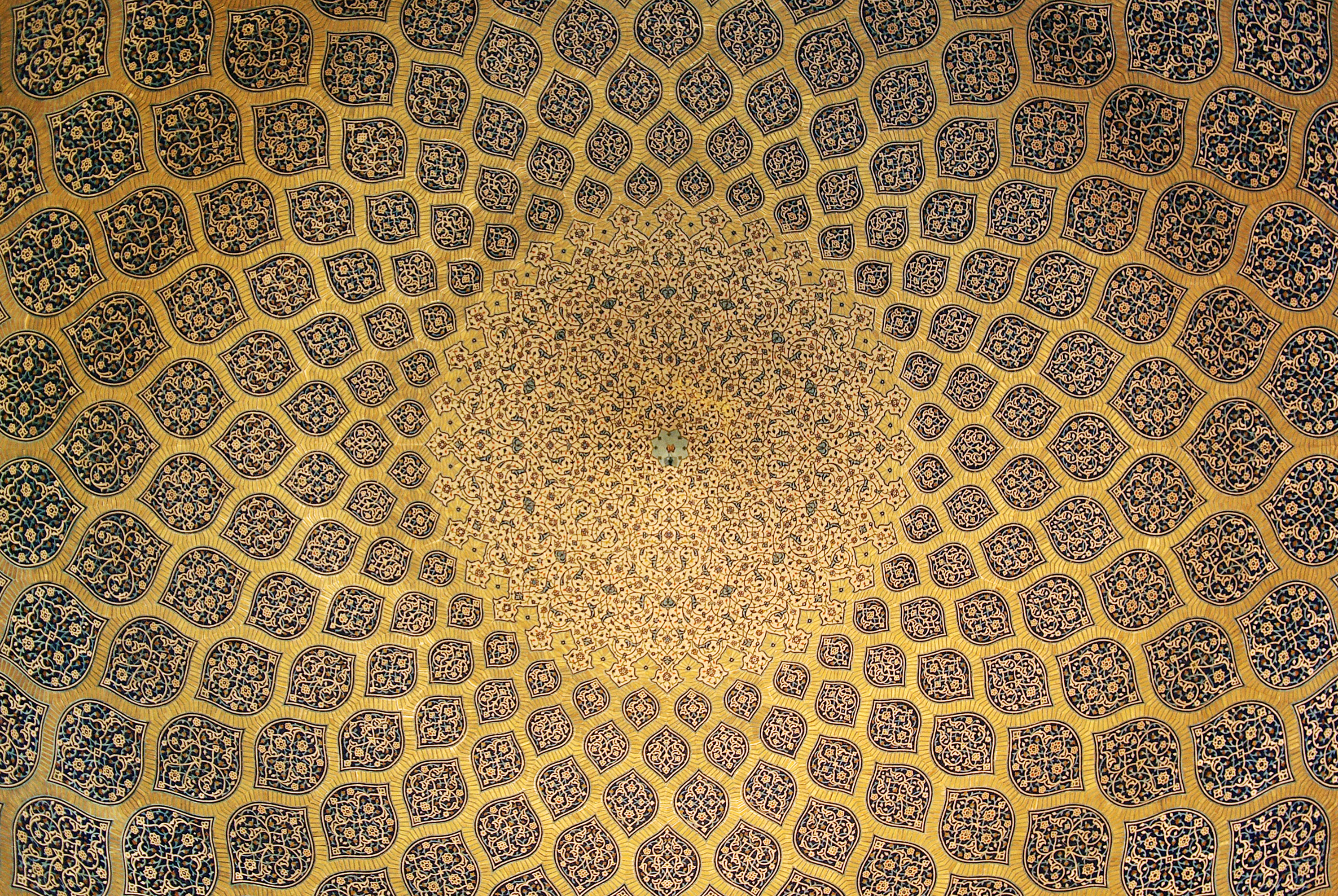
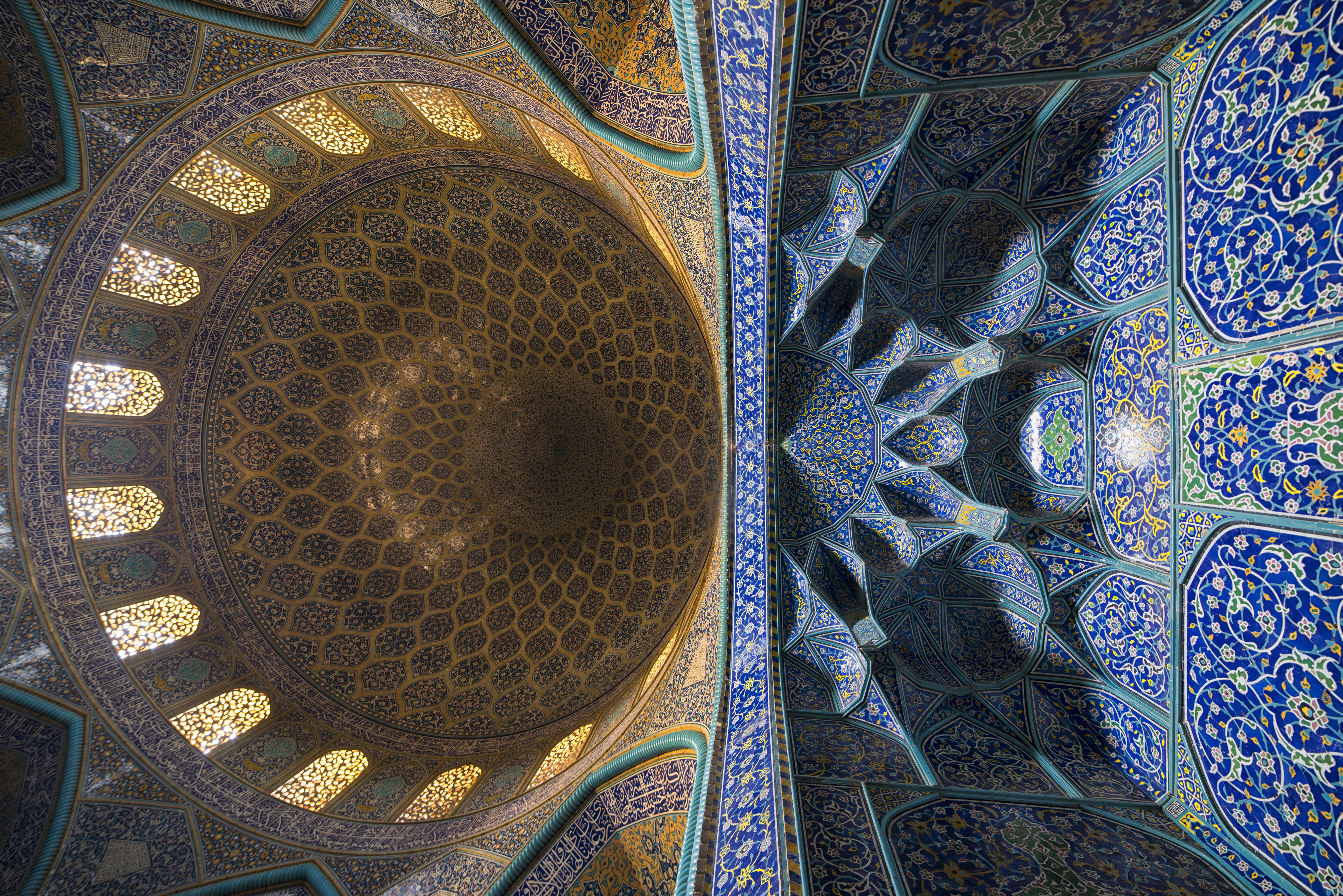
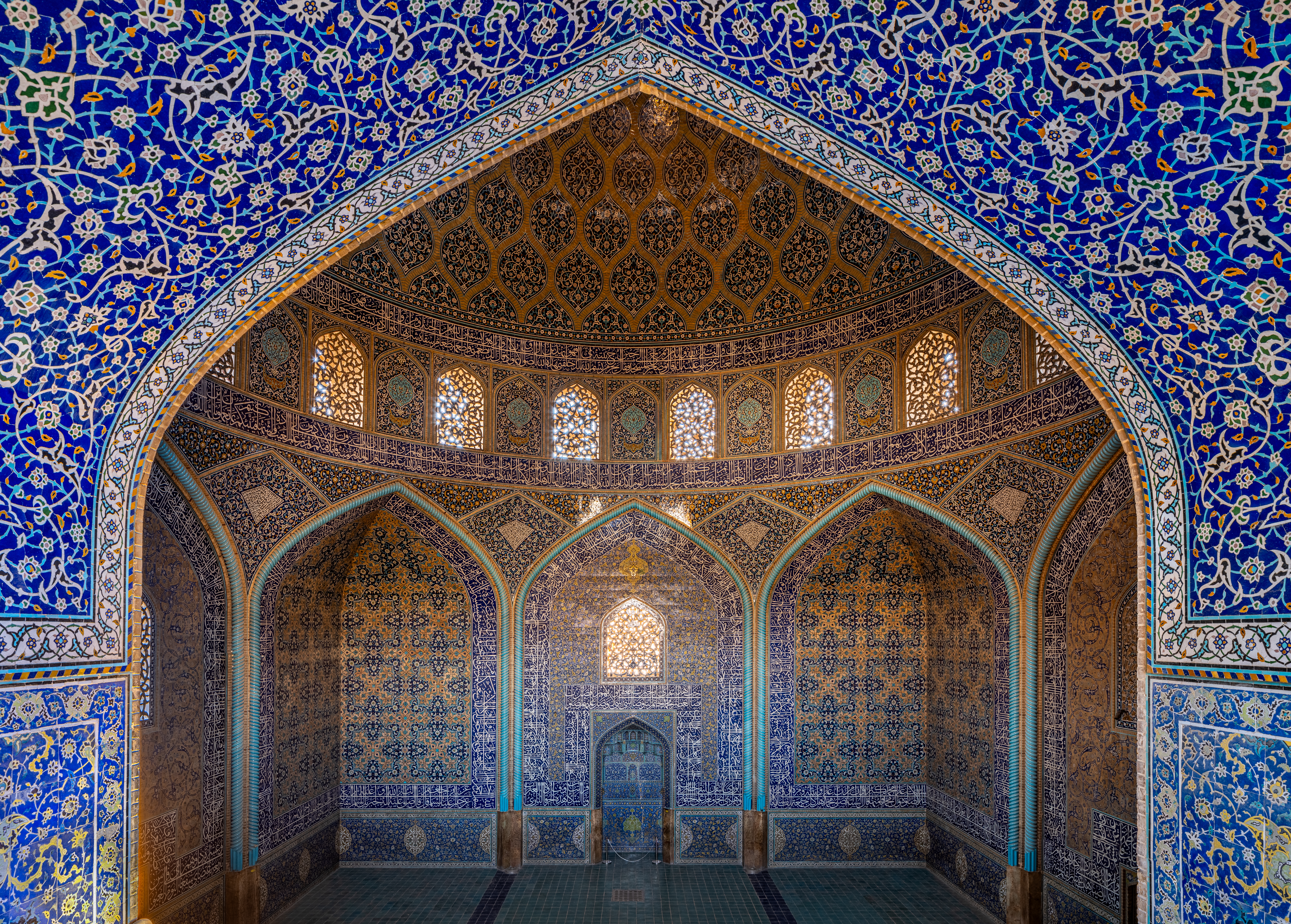